# Challenger de Oeiras Indoor II 2025
El torneo Oeiras Indoors II 2025 fue un torneo de tenis perteneció al ATP Challenger Tour 2025 en la categoría Challenger 100. Se trató de la 6ª edición; el torneo tuvo lugar en la ciudad de Oeiras (Portugal), desde el 13 hasta el 19 de enero de 2025 sobre pista dura bajo techo.

## Jugadores participantes del cuadro de individuales
| Preclasificado | País                      | Jugador              | Rank1 | Posición en el torneo |
| 1              | Bandera de Estados Unidos | Aleksandar Kovacevic | 108   | CAMPEÓN               |
| 2              | Bandera de Serbia         | Hamad Medjedovic     | 112   | Cuartos de final      |
| 3              | Bandera de Suiza          | Alexander Ritschard  | 121   | Cuartos de final      |
| 4              | Bandera de Estados Unidos | Mackenzie McDonald   | 130   | Semifinales           |
| 5              | Bandera del Reino Unido   | Dan Evans            | 160   | Primera ronda         |
| 6              | Bandera de Portugal       | Henrique Rocha       | 174   | Segunda ronda         |
| 7              | Bandera de Francia        | Maximilian Marterer  | 187   | Primera ronda         |
| 8              | Bandera de Francia        | Clément Chidekh      | 191   | Primera ronda         |

- 1 Se ha tomado en cuenta el ranking del 6 de enero de 2024.

### Otros participantes
Los siguientes jugadores recibieron una invitación (wild card), por lo tanto ingresan directamente al cuadro principal (WC):
- Pedro Araújo
- Gastão Elias
- Frederico Ferreira Silva

Los siguientes jugadores ingresan al cuadro principal tras disputar el cuadro clasificatorio (Q):
- Robin Bertrand
- Edas Butvilas
- Ergi Kırkın
- Oleksandr Ovcharenko
- Tiago Pereira
- Jeffrey John Wolf

## Campeones

### Individual Masculino
- Aleksandar Kovacevic derrotó en la final a  Zsombor Piros por 6–4, 7–6(4)

### Dobles Masculino
- Mili Poljičak /  Matej Sabanov derrotaron en la final a  Íñigo Cervantes /  Mick Veldheer por 	6–0, 6–1